# Ivo Pescini
Ivo Pescini (Santa Croce sull'Arno, 25 dicembre 1911 – 27 aprile 1968) è stato un calciatore italiano, di ruolo terzino.

## Carriera
Giocò in Serie A con le maglie di Livorno e Lucchese.

## Palmarès

### Giocatore

#### Competizioni nazionali
- Campionato italiano di Serie B: 2

Livorno: 1932-1933
Lucchese: 1935-1936 (ex aequo con il Novara)
- Campionato italiano Serie C: 2

Borzacchini Terni: 1940-1941 (girone G), 1942-1943 (girone I)